# Three Sisters Cones
Three Sisters Cones är en kulle i Antarktis. Den ligger i Östantarktis. Nya Zeeland gör anspråk på området. Toppen på Three Sisters Cones är 1 800 meter över havet.
Terrängen runt Three Sisters Cones är bergig norrut, men söderut är den kuperad. Trakten är obefolkad. Det finns inga samhällen i närheten. 